# Crosbya nervosa
Crosbya nervosa är en bladmossart som beskrevs av Dale Hadley Vitt 1977. Crosbya nervosa ingår i släktet Crosbya och familjen Hookeriaceae. Inga underarter finns listade i Catalogue of Life.